# Liste der Monuments historiques in Plougoumelen
Die Liste der Monuments historiques in Plougoumelen führt die Monuments historiques in der französischen Gemeinde Plougoumelen auf.

## Liste der Bauwerke
| Bezeichnung    | Beschreibung | Standort                 | Kennzeichnung | Schutzstatus | Datum | Bild |
| -------------- | ------------ | ------------------------ | ------------- | ------------ | ----- | ---- |
| Friedhofskreuz |              | Place de l’Église (Lage) | PA00091514    | Classé       | 1930  |      |